# Metropolia Valencia en Venezuela
Metropolia Valencia en Venezuela – metropolia rzymskokatolicka w Wenezueli utworzona 12 listopada 1974 roku.

## Diecezje wchodzące w skład metropolii
- Archidiecezja Valencia en Venezuela
  - Diecezja Maracay
  - Diecezja Puerto Cabello
  - Diecezja San Carlos de Venezuela

## Biskupi
- Metropolita: abp Reinaldo del Prette Lissot (od 2007) (Valencia)
- Sufragan: bp Enrique José Parravano Marino (od 2019) (Maracay)
- Sufragan: bp Saúl Figueroa Albornoz (od 2011) (Puerto Cabello)
- Sufragan: bp Polito Rodríguez Méndez (od 2016) (San Carlos)

## Główne świątynie metropolii
- Bazylika archikatedralna Matki Boskiej w Valencia
- Katedra Wniebowzięcia NMP w Maracay
- Katedra św. Józefa w Puerto Cabello
- Katedra Niepokalanego Poczęcia w San Carlos